# Kevin Richardson (futbolista)
Kevin Richardson (Newcastle-upon-Tyne, Inglaterra, 4 de diciembre de 1962) es un entrenador de fútbol y exfutbolista inglés. Jugó de mediocampista y su primer equipo fue el Everton.
Richardson fue un centrocampista versátil que jugó en la máxima categoría del fútbol inglés en numerosos equipos (Everton, Watford FC, Arsenal FC, Aston Villa, Coventry City y Southampton FC). También jugó en la Real Sociedad en la Primera división española. Llegó a ser internacional, jugando un partido con la Selección de fútbol de Inglaterra.

## Carrera como futbolista
Richardson nació en Newcastle upon Tyne. En su localidad natal jugó al fútbol en los equipos Montagu y North Fenham Boys Club En 1978 con 15 años de edad fue captado por el Everton para sus categorías inferiores y marchó a vivir a Liverpool. Tan solo dos años después, en 1980, Richardson pasaba a ser jugador profesional de la plantilla del Everton. Richardson era un centrocampista versátil y en sus inicios tuvo que contentarse con actuar como sustituto ocasional de los titularesPaul Bracewell, Peter Reid y Kevin Sheedy.
Sin embargo, Richardson logró abrirse paso hasta poder considerarse un jugador semi-habitual en las alineaciones del Everton y tomó parte en los equipos del Everton que perdieron la final de la Copa de la Liga de 1984 frente al Liverpool FC tras un replay y el que ganó la FA Cup en 1984. También se alzó con el título de la Liga Inglesa en 1985. Richardson, aunque nunca llegó a ser titular fijo en sus 6 años como toffee llegó a sumar 113 partidos y 16 goles.
La temporada 1986-1987 jugó en el Watford, siendo traspasado al Arsenal para la siguiente campaña a cambio de £200,000. En Londres Richardson sustituyó a Graham Rix como extremo izquierdo en los gunners y logró hacerse con un puesto como titular. Con Kevin en sus filas el Arsenal alcanzó la final de la Copa de la Liga de 1988 que el Arsenal perdió con el Luton Town. A la temporada siguiente la lesión de Paul Davis obligó al entrenador a pasar al versátil Richardson a la banda derecha, donde contribuyó al título de la Liga Inglesa de 1988-89. Destacó el papel de Richardson en el dramático encuentro Liverpool-Arsenal 0:2 del 26 de mayo de 1989, en el que el Arsenal logró el título marcando un gol en el último minuto del último partido de la temporada. Con dos títulos de Liga en dos clubes diferentes en su haber, Richardson siguió siendo un integrante regular de las alineaciones de los gunners durante la temporada 1989-90; sin embargo no contaba con toda la confianza del mánager de los Gunners George Graham [cita requerida] y al finalizar la temporada fue traspasado a la Real Sociedad de la Liga española de fútbol a cambio de £750,000. Con el Arsenal jugó 121 partidos y marcó 8 goles a lo largo de tres temporadas.
En la Real Sociedad jugó únicamente la temporada 1990-91. En la Real formó la tripleta de jugadores extranjeros junto con sus compatriotas John Aldridge y Dalian Atkinson. La Real venía de clasificarse la temporada anterior para la Copa de la UEFA, pero cuajó una temporada muy irregular, inesperada ya que el equipo se había reforzado de la temporada anterior. Eliminada de la Copa del Rey en la primera eliminatoria y de la UEFA en la segunda, en la Liga acabó en el 13º puesto tras lograrse reconducir una situación inicial complicada. En cambio el equipo logró varias sonadas victorias a domicilio, ante el Barcelona, Real Madrid y Valencia; la única vez que ha logrado eso en una misma temporada. El papel de Richardson en aquel equipo fue discreto. Fue titular indiscutible durante toda la temporada en la que jugó 42 partidos oficiales, de los cuales 37 fueron en la Liga; pero su rendimiento fue menor de lo esperado sin llegar a demostrar el nivel que se le esperaba. Al finalizar la campaña Aldridge decidió volver a Inglaterra por motivos familiares y Atkinson fue traspasado por problemas extradeportivos, quedando Richardson como el único de los tres jugadores ingleses de la plantilla. Durante la pretemporada 1991-92 el club se decidió a traspasar a Richardson y rediseñar completamente su tripleta de jugadores extranjeros, aunque fuera a perder dinero por ello, ya que traspasó a Richardson por £450,000 (£300.000 menos de lo que costó) al Aston Villa de Ron Atkinson.
En Birmingham Richardson alcanzó su madurez como futbolista. En sus primeras dos temporadas fue insustituible en el equipo En el Villa se convirtió en capitán y jugador básico en el equipo que logró el subcampeonato de la primera temporada de la FA Premier League en 1992-1993 y la Copa de la Liga Inglesa en 1994 en una final frente al Manchester United.  Richardson fue nombrado Jugador del partido en esta final. Fue durante su etapa en el Aston Villa que Richardson fue seleccionado por primera y única vez para jugar en la Selección de fútbol de Inglaterra.
En 1995, Richardson ficha por el Coventry City siguiendo a Ron Atkinson en su marcha a este equipo. Durante dos años y medio juega en los Sky Blues tratando de evitar el descenso de la Premier, primero a las órdenes de Atkinson y luego de su sucesor Gordon Strachan.
En septiembre de 1997 deja el Coventry y ficha por el Southampton donde juega su última temporada en la Premier League. En 1998 ficha por el Barnsley, equipo recién descendido a la  First Division. Finalmente acabaría su carrera en el Blackpool donde se retiraría en 2000 tras descender este último equipo a la Tercera División Inglesa. Su último partido como futbolista fue aquel en el que se consumó el descenso de este equipo.

## Carrera como entrenador
Tras su retirada, empezó su carrera como entrenador en las categorías inferiores del Sunderland. En 2001 pasó a ser ayudante del entrenador Carlton Palmer en el Stockport County F.C.. En 2004 volvió al Sunderland como entrenador del equipo reserva. En 2006 se hizo cargo interinamente del primer equipo después de que el club fuera adquirido por un consorcio liderado por Niall Quinn El nuevo mánager, Roy Keane inicialmente retuvo a Richardson en su personal, pero luego lo sustituyó por el antiguo entrenador del Manchester United Neil Bailey. Richardson fichó entonces como entrenador de la Academia de formación del Newcastle United. En octubre de 2009 fue nombrado asistente del mánager Steve Staunton en Darlington.

### Selección nacional
Ha sido internacional con la Selección nacional de fútbol de Inglaterra en 1 ocasión, coincidiendo con su estancia en el Aston Villa. Su único partido fue el 17 de mayo de 1994 en el partido amistoso Inglaterra 5-0 Grecia.

## Clubes
| Club          | País       | Año       |
| ------------- | ---------- | --------- |
| Everton       | Inglaterra | 1980-1986 |
| Watford       | Inglaterra | 1986-1987 |
| Arsenal       | Inglaterra | 1987-1990 |
| Real Sociedad | España     | 1990-1991 |
| Aston Villa   | Inglaterra | 1991-1995 |
| Coventry City | Inglaterra | 1995-1997 |
| Southampton   | Inglaterra | 1997-1998 |
| Barnsley      | Inglaterra | 1998-1999 |
| Blackpool     | Inglaterra | 1999-2000 |

## Títulos

### Campeonatos nacionales
| Título                        | Club        | País       | Año  |
| ----------------------------- | ----------- | ---------- | ---- |
| Copa de Inglaterra            | Everton     | Inglaterra | 1984 |
| Community Shield              | Everton     | Inglaterra | 1984 |
| Liga de fútbol de Inglaterra  | Everton     | Inglaterra | 1985 |
| Community Shield              | Everton     | Inglaterra | 1985 |
| Liga de fútbol de Inglaterra  | Arsenal     | Inglaterra | 1989 |
| Copa de la Liga de Inglaterra | Aston Villa | Inglaterra | 1994 |

### Copas internacionales
| Título           | Equipo (*) | País       | Año  |
| ---------------- | ---------- | ---------- | ---- |
| Recopa de Europa | Everton    | Inglaterra | 1985 |

## Trivia
- Durante su estancia en la Real Sociedad se creó una peña de aficionados en honor del futbolista inglés. Como la mayor parte de los peñistas provenían de la localidad guipuzcoana de Idiazábal se decidieron a regalar al futbolista inglés un queso de Idiazábal por cada gol que lograra o asistencia de gol que diera vistiendo la camiseta txuri-urdin.[12]